# Fuente conmemorativa Francis Griffith Newlands
La fuente conmemorativa Francis Griffith Newlands es una fuente histórica ubicada en Chevy Chase Circle, en la frontera entre el vecindario de Chevy Chase del Noroeste de la ciudad de Washington D. C. (Estados Unidos), y la comunidad de Chevy Chase, en el estado de Maryland. La fuente fue diseñada por Edward W. Donn, Jr. en 1933 y erigida en 1938. El proyecto fue financiado por la viuda de Newlands. Es controlado y operado por el Servicio de Parques Nacionales como parte del cercano Parque Rock Creek.

## Fuente
La fuente honra a Francis G. Newlands, senador estadounidense y fundador de Chevy Chase, Maryland. En 1902, Newland patrocinó la Ley de Recuperación de Newlands, que permitió que el gobierno federal comenzara a regar el Oeste. Era un supremacista blanco abierto, antisemita y segregacionista, que abogó por la derogación de la Enmienda 15 para privar a los afroamericanos del derecho al voto. Fundó Chevy Chase Land Company, que estableció vecindarios solo para blancos en la frontera entre DC y Maryland. Compró más de 688 ha de tierra y la llamó "Chevy Chase" en honor a su patria ancestral escocesa.
En 1990, Land Company renovó la fuente para reconocer el centenario de la fundación de Chevy Chase. La fuente fue dedicada nuevamente y reconocida por el Registro Nacional de Lugares Históricos.

## Propuesta de cambio de nombre
En diciembre de 2014, la Comisión Asesora Vecinal de Chevy Chase consideró una propuesta para cambiar el nombre de la fuente debido a las opiniones supremacistas blancas de Newlands. La Junta histórica de Chevy Chase DC adoptó una resolución el 8 de diciembre de 2014 para apoyar la moción de cambiar el nombre de Newlands Fountain a Chevy Chase Fountain. Los descendientes de Newlands se opusieron al cambio de nombre. El ANC votó 4-2 (1 abstención) para presentar la moción y considerarla más adelante. La historia del problema está bien revisada por HCCDC.
Una placa de bronce en la fuente contenía una inscripción que decía "Su habilidad política tenía verdadera consideración por los intereses de todos los hombres". En 2020, la Comisión Vecinal Asesora de Chevy Chase votó para que se quitara la placa.
El 23 de febrero de 2021, la delegada Eleanor Holmes Norton, D.C., presentó un proyecto de ley para exigir que el Servicio de Parques Nacionales cambie el nombre de la fuente. Designada HR1256 y nombrada Ley de Remoción del Monumento Conmemorativo Francis G. Newlands, fue remitida al Subcomité de Parques Nacionales, Bosques y Tierras Públicas del Comité de Recursos Naturales de la Cámara el 23 de marzo de 2021. El 19 de abril de 2022, el Consejo del Condado de Montgomery adoptó una resolución proclamando su apoyo al proyecto de ley.